# New Albany (Misisipi)
New Albany es una ciudad del condado de Union, Misisipi, Estados Unidos. Según el censo de 2000 tenía una población de 7607 habitantes y una densidad de población de 172.3 hab/km².

## BIOGRAFIA
Según el censo de 2000, había 7607 personas, 3049 hogares y 2027 familias residiendo en la localidad. La densidad de población era de 172,3 hab./km². Había 3.329 viviendas con una densidad media de 75,4 viviendas/km². El 63,98% de los habitantes eran blancos, el 32,98% afroamericanos, el 0,17% amerindios, el 0,35% asiáticos, el 1,54% de otras razas y el 0,97% pertenecía a dos o más razas. El 2,83% de la población eran hispanos o latinos de cualquier raza.
Según el censo, de los 3049 hogares en el 31,3% había menores de 18 años, el 45,0% pertenecía a parejas casadas, el 17,3% tenía a una mujer como cabeza de familia y el 33,5% no eran familias. El 30,6% de los hogares estaba compuesto por un único individuo y el 14,3% pertenecía a alguien mayor de 65 años viviendo solo. El tamaño promedio de los hogares era de 2,42 personas y el de las familias de 3,02.
La población estaba distribuida en un 26,3% de habitantes menores de 18 años, un 8,8% entre 18 y 24 años, un 27,1% de 25 a 44, un 20,5% de 45 a 64 y un 17,4% de 65 años o mayores. La media de edad era 36 años. Por cada 100 mujeres había 86,3 hombres. Por cada 100 mujeres de 18 años o más, había 78,1 hombres.
Los ingresos medios por hogar en la localidad eran de 28.730 dólares ($) y los ingresos medios por familia eran 38.750 $. Los hombres tenían unos ingresos medios de 29.457 $ frente a los 20.579 $ para las mujeres. La renta per cápita para la ciudad era de 16.507 $. El 18,0% de la población y el 14,7% de las familias estaban por debajo del umbral de pobreza. El 22,0% de los menores de 18 años y el 23,3% de los habitantes de 65 años o más vivían por debajo del umbral de pobreza.

## Geografía
Según la Oficina del Censo de los Estados Unidos, New Albany tiene un área total de 44,3 km² de los cuales 44,2 km² corresponden a tierra firme y 0,2 km² a agua. El porcentaje total de superficie con agua es 0,35%.